# Hans Tügel
Hans Tügel (* 21. August 1894 in Hamburg; † 26. August 1984 ebenda) war ein deutscher Schauspieler, Regisseur, Hörspielsprecher und Autor.

## Familie
Hans Tügel war der Jüngste von vier Söhnen eines Hamburger Generaldirektors. Seine älteren Brüder waren der evangelische Theologe und Hamburger Landesbischof Franz Tügel (1888–1946), der Schriftsteller Ludwig Tügel (1889–1972) sowie der Maler, Schriftsteller, Musiker und Kabarettist Otto Tetjus Tügel (1892–1973).

## Biografie
Nach seiner Ausbildung begann er 1927 im Alter von 33 Jahren seine Theaterkarriere als Regisseur und Oberspielleiter beim Landestheater Meiningen. Zu den weiteren Stationen seiner Theatertätigkeiten gehörten Kiel, Breslau, Königsberg, Posen, Hamburg und Lübeck. Zu seinen bekanntesten Inszenierungen gehören
- Die Sintflut von Ernst Barlach (Deutsches Schauspielhaus, Hamburg),
- Der Hauptmann von Köpenick von Carl Zuckmayer (Thalia Theater, Hamburg) und
- O Wildnis von Eugene O’Neill (Thalia Theater, Hamburg).

Tügel inszenierte rund 250 Bühnenstücke. Darüber hinaus war er auch immer wieder als Schauspieler tätig, so auch in einigen Film- und Fernsehproduktionen. 1968 spielte er die Hauptrolle in dem Fernsehfilm Septembergewitter von Jürgen Breest. Zu seinen Partnern gehörten u. a. Eva Brumby, Ellen Waldeck und Martin Lüttge.
Nach dem Zweiten Weltkrieg war er vorwiegend für den NWDR Hamburg und dessen Rechtsnachfolger, den NDR, als Hörspielsprecher und -regisseur tätig. Als Sprecher übernahm er die Rolle des Vorsitzenden Richters in der Hörspielreihe Das Gericht zieht sich zur Beratung zurück, für das mehrere Autoren verantwortlich zeichneten und in dem Gerd Fricke die Regie führte. Auch in der Reihe Die Jagd nach dem Täter (Regie: S. O. Wagner) hatte er mehrere Auftritte, wie in der Folge Zuviel Geständnisse von Francis Durbridge. 1965 verkörperte er unter der Regie von Wolfgang Liebeneiner in einer zweiteiligen Hörspieladaption des Romans Buddenbrooks von Thomas Mann den Gründer des Hauses, Johann Buddenbrook den Älteren. Zu den Hauptsprechern gehörten außerdem noch Gert Westphal, Dieter Borsche und Lil Dagover.
Als Regisseur arbeitete er hauptsächlich für die Niederdeutsche Abteilung des Hamburger Senders. Umfangreich war hier von Anfang an die Zusammenarbeit mit dem Ensemble des Ohnsorg-Theaters, das in unzähligen Mundart-Hörspielen der verschiedensten Genres mitwirkte. So in der Sendereihe Familje Lammers, in der das normale Leben einer deutschen Durchschnittsfamilie, mit ihren alltäglichen Sorgen und Problemen geschildert wurde. Die Sprecher der Familie waren Otto Lüthje, Erna Raupach-Petersen, Jochen Schenck, Christa Wehling, Edgar Bessen und Gisela Wessel. Tügel soll an insgesamt über 800 Hörspielproduktionen mitgewirkt haben.
1974 wurde sein Buch Zeit der Unruhe: ein Leben zwischen Buch und Bühne veröffentlicht.

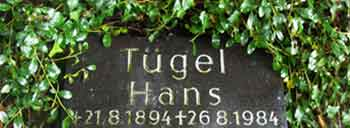
Die Grabstätte von Hans Tügel auf dem Friedhof Ohlsdorf

Der Künstler war mit Ilse Tügel geborene Weichel verheiratet. Er verstarb fünf Tage nach seinem 90. Geburtstag in seiner Vaterstadt Hamburg. Seine Frau überlebte ihn um 6 Jahre. Das Grab des Ehepaares befindet sich auf dem Hamburger Friedhof Ohlsdorf in Abteilung Y 28, Nr. 1/2. Laut der Friedhofsverwaltung handelt es sich um ein Prominentengrab, das auch nach Ablauf der Ruhezeit nicht geräumt wird.

## Filmografie
- 1968: Septembergewitter (Großvater) – Fernsehfilm – Regie: Rainer Wolffhardt
- 1968: Vier Stunden von Elbe 1 – Fernsehfilm – Regie: Eberhard Fechner
- 1970: Die Hand im Mund (Psychiater) – Fernsehfilm – Regie: Joachim Roering
- 1971: Hochwürden drückt ein Auge zu (Kapitän Jansen) – Regie: Harald Vock
- 1971: Tatort: Blechschaden (Stammtischbruder in der Gaststätte)- Regie: (Wolfgang Petersen)

## Hörspiele (Auswahl)
Regiearbeiten:
- 1953: Sünnros – Autor: Otto Tenne
- 1953: Gott sien Speelmann – Autor: Otto Tenne
- 1953: De Faart na't witte Aland – Autor: Wilhelmine Siefkes
- 1954: Wo de Welt to Enn is – Autor: Marie Ulfers
- 1954: De grote Fraag
- 1954: Hein Mahrt
- 1954: Holländisch-niederdeutsche Stunde: Zwei Kurzhörspiele – Autor: Leo Monnickendam
- 1954: Mit Stappenbeck stimmt wat nich! – Autor: Wilfried Wroost
- 1954: Die verspätete Mutter – Autor: Robert Walter
- 1954: Harten ünner'n Hamer – Autor: Paul Hinrich Cassun
- 1954: Oold Isen – Autor: Walter Specht
- 1954: Theophilus – Autor: Ivo Braak
- 1954: Meist as ehr Mudder – Autor: Rudolf Kinau
- 1954: Dat Hart is klöker – Autoren: Otto Tenne und Ewald Christophers
- 1955: Driewsand – Autor: Ivo Braak
- 1955: De snaaksche Vagel – Autor: Albert Mähl
- 1955: De söbensinnige Möller
- 1955: De frömde Fro – Autor: Heinrich Schmidt-Barrien
- 1955: Asmus Karsten söcht en niege Heimat
- 1956: Dör Daak un Düster
- 1956: Fritz Stavenhagen – Autor: Albert Mähl
- 1956: Den Diek sluten! – Autor: Hans Ehrke
- 1956: De vun'n Weg afkümmt – Autor und Sprecher: Günther Siegmund
- 1956: De ruge Hoff – Autor: Fritz Stavenhagen
- 1956: Stratenmusik – Autor: Paul Schurek
- 1956: De Börgermeister vun Lütten-Bramdörp – Autor: Heinrich Deiters
- 1956: De diamanten Brosch – Autor: Jan Fabricius
- 1957: Dat Düvelsexamen – Autor: Heinrich Behnken
- 1957: Klocken vun güntsiet – Autor: Heinrich Schmidt-Barrien
- 1957: Julia un de Renaissance (auch Sprecher) – Autor: Albert Mähl
- 1957: Kaspar Troll – Autor: Paul Schurek
- 1957: De Möllner Gerechtigkeit (auch Sprecher)
- 1958: Kattengold – Autor: Johann Hinrich Fehrs
- 1958: Merkur über Hamburg – Autor: Paul Schurek
- 1958: De Doden sünd dod – Autor: Paul Hinrich Cassun
- 1958: Recht mutt Recht blieven
- 1958: Pott will heiraten (niederdeutsche Version von Die Heirat) – Autor: Nikolai Gogol
- 1959: Dat Licht
- 1959: Vun den Padd af – Autor: Marie Ulfers
- 1959: Gott sien Speelmann – Autor: Otto Tenne
- 1959: Allens blots Schören (Scherben) – Autor: Thora Thyselius
- 1959: Mudder Elend und ehr Beerbohm – Autor: Paul Trede
- 1959: Abelke Bleken, de Hex vun Ossenwarder – Autor: Paul Hinrich Cassun
- 1960: Bott för de Doden – Autor: Hein Bredendiek
- 1960: De verloren Söhn – Autor: Albert Mähl
- 1961: Straten – Autor: Karl-Otto Ragotzky
- 1961: Marschmusik för't Leben – Autor: Karl Otto Weise
- 1961: De achter uns steiht
- 1962: Dat letzt vull Glas
- 1962: Dat Düvelsspill – Autor: Anonymus
- 1962: De Eenspänners
- 1963: Spöök vun güstern – Autor: Hein Bredendiek
- 1963: Dat Wienglas – Autor: Otto Tenne
- 1964: Dat Protokoll
- 1965: De Schuld – Autor: Ewald Christophers
- 1966/67/68: Familje Lammers (drei Teile)
- 1967: Op Düwels Schuvkaar (Im Hochdeutschen als Verteufelte Zeiten bekannt) – Autor: Karl Bunje
- 1968: De Toorn – Autor: Hein Bredendiek
- 1968: Afdanzball
- 1969: De Brügg – Autor: Erich Blöß
- 1969: Dat niege Klavier
- 1970: Dat Patentrezept – Autor: Hans-Joachim Schmüser
- 1970: Dat Wunnermittel – Autor: Frank Straaß
- 1971: De Trepp

Datum unbekannt:
- Dat Lock in de Gerechtigkeit – Autor: Karl Bunje
- De Deef
- Een leegen Hannel – Autor: Heinrich Deiters